# Кемницер (футбольный клуб)
«Кемницер» (нем. Chemnitzer FC) — немецкий футбольный клуб из города Хемниц,  Саксония. Многократно переименовывался, под нынешним названием существует с 13 июня 1990 года, после переименования клуба «Карл-Маркс-Штадт», выступавшего в чемпионате ГДР. Сейчас выступает в Региональной лиге.

## История
В 1967 году команда под руководством тренера Хорста Шербаума стала чемпионом ГДР. В этом сезоне они выиграли 14 матчей, 9 раз играли в ничью и 3 раза проиграли. Баланс голов составил 39:23, а очков — 37:15. Лучшим бомбардиром был Рольф Штайнман с 10 забитыми голами. В следующем Кубке европейских чемпионов клуб в первом раунде проиграл бельгийскому клубу «Андерлехт» 1:2 и 1:3.
В последующих годах клуб занимал лишь средние места (1968 седьмое и 1969 восьмое) в Оберлиге. В 1970 клуб попал во вторую лигу, но уже в следующем году ему удалось возвращение в первую лигу страны. В семидесятых и восьмидесятых годов прошлого века ФК держался в середине Оберлиги. В таблице рекордов Оберлиги «Карл-Маркс-Штадт» занимает 12-е место.
В сезоне 1988/89 клуб занял третье место и вернулся на международную арену. В Кубке УЕФА он в 1989 году победил португальскую «Боавишту» и швейцарский «Сьон», но в третьем раунде проиграл (0:1, 1:2) будущему победителю турнира, «Ювентусу».

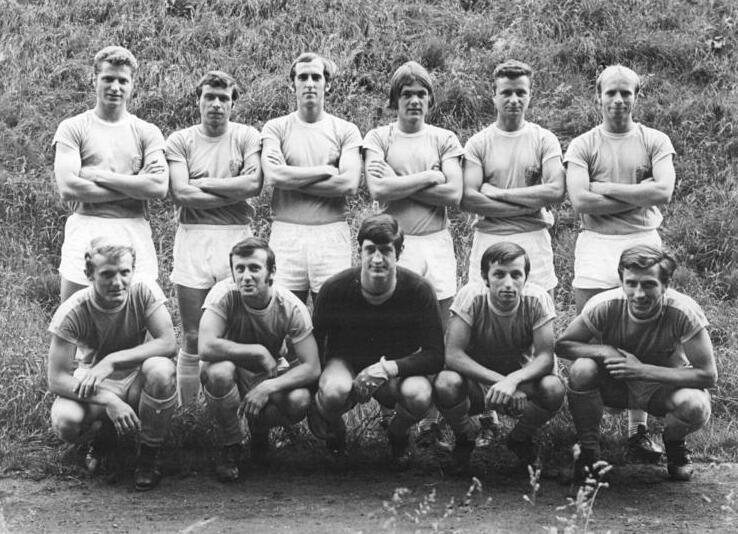
Команда в 1971 году

ФК «Карл-Маркс-Штадт» четыре раза попал в полуфинал и три раза в финал кубка ОСНП.
- 1 июня 1969 в Дрездене, 0:4 против ФК «Магдебург» в финале
- 1970, 1:2 против ФК «Форвертс» Берлин в полуфинале
- 1972 0:1 против ФК «Карл Цейсс» Йена в полуфинале
- 4 июня 1983 в Берлине, 0:4 против ФК «Магдебург» в финале
- 1984, 1:2 против БФК «Динамо» Берлин в поулфинале
- 1987, 1:3 против ФК «Локомотив» Лейпциг в полуфинале
- 1 апреля 1989 в Берлине, 0:1 против БФК «Динамо» Берлин в финале

13 июня 1990 года, после объединения Германии (присоединения ГДР и Западного Берлина к ФРГ, состоявшегося 3 октября 1990) клуб стал носить название «Кемницер». Связано это с переименованием самого города из Карл-Маркс-Штадт в историческое — Хемниц, повлёкшее за собой изменение в наименовании футбольного клуба.

## Достижения
- Чемпион ГДР: 1967
- Финалисты Кубка ГДР (FDGB Cup) : 1969, 1983, 1989
- Вице-чемпион ГДР : 1990
- Обладатели Кубка Саксонии (Sachsenpokal) : 1997, 1998, 2006, 2008.
- Полуфиналисты Кубка Германии (DFB-Pokal) : 1993.
- Международные.
- Кубок Интертото (2): 1968,1990.